# Hadena griseifusa
Hadena griseifusa là một loài bướm đêm trong họ Noctuidae.